# Gyrinophilus porphyriticus
Gyrinophilus porphyriticus är en groddjursart som först beskrevs av Green 1827.  Gyrinophilus porphyriticus ingår i släktet Gyrinophilus och familjen lunglösa salamandrar. IUCN kategoriserar arten globalt som livskraftig.

## Underarter
Arten delas in i följande underarter:
- G. p. danielsi
- G. p. dunni
- G. p. duryi
- G. p. porphyriticus